# Szőrösorrú vidra
A szőrösorrú vidra (Lutra sumatrana) az emlősök (Mammalia) osztályának a ragadozók (Carnivora) rendjébe és a menyétfélék (Mustelidae) családjába tartozó faj.

## Előfordulása
Vietnámban, Thaiföldön, Szumátrán és Kambodzsában honos.

## Megjelenése
A szőrösorrú vidra súlya 5-6 kilogramm, testhossza 51-84 centiméter, farkának a hossza pedig 36-51 centiméter.

## Táplálkozása
Fő táplálékai halak, rákok és puhatestűek.

## Külső hivatkozások
- A faj szerepel a Természetvédelmi Világszövetség Vörös Listáján. IUCN. (Hozzáférés: 2009. szeptember 21.)
- Képek a fajról